# Радко Димитриев
Радко Русков Димитриев е български офицер, генерал-лейтенант. Участник в Сръбско-българската война, Балканската война и Междусъюзническата война. Руски офицер, генерал от пехотата. Участник в Руско-турската война (1877 – 1878) и Първата световна война. Активен участник в проруските бунтове в Княжество България през 1887 г.

## Биография
Радко Димитриев е роден на 24 септември 1859 г. в село Градец, Котленско, в семейството на учителя Димитър Русков (даскал Димитрий). Наименуван е Руско, но по-късно се преименува Радко – както са го наричали галено родителите му. През 1864 година когато е едва 5-годишен поради сериозно заболяване почива баща му. Майка му се жени повторно за Васил Абаджията от село Жеравна. Учи първоначално в Градец, а след това в Жеравна и Котел.
След като завършва третокласното училище в Котел, се завръща при родителите си в село Жеравна, за да се отдаде на занаята на втория си баща – абаджийството. Вместо това бащата решава да го направи търговец и го изпраща да чиракува в бакалския магазин на един свой роднина в Тулча (1872). Тук овладява руски и румънски език. Работата не му харесва и продължава да учи в Априловското петокласно училище в Габрово, което завършва през 1875 г. Завръща се в Котел, където е назначен в местната телеграфо-пощенска станция.

### Участие в освободителното движение
След завръщането си в Котел е приет за член на местния революционен комитет, чийто председател е учителят Иван Манев. Едва на 17 години е избран за секретар на комитета и поддържа връзка с комитетите в околните села и следи турската правителствена кореспонденция в станцията. Взето е решение въстанието в Котел да се обяви на 8 май 1876 г., като местната чета се съедини с четата на Стоил войвода и се установи българската власт в целия Сливенски революционен окръг.
Четата, в чийто състав е Радко Димитриев, излиза навреме на определеното място, на което трябва да се срещнат със Стоил войвода, Иларион Драгостинов и Георги Обретенов. Скоро обаче се получава съобщение, че в бой с низами, черкези и башибозук четата на Стоил войвода е претърпяла поражение при селата Нейково и Жеравна, като части от нея се насочват към Твърдишкия балкан, за да се укрият. Това осуетява обявяването на Априлското въстание в Котел.

### Участие в Руско-турската война (1877 – 1878)
По време на Руско-турската война (1877 – 1878), когато руската армия достига с авангардните си части до районите на Търново, Габрово и Елена, Радко Димитриев заедно с приятеля си Петко Кавалджиев решават да се включат като доброволци. Отправят се направо към село Беброво, в които околности са арестувани от казашки разезд. Отведени са при командира на кавалерийското поделение, откъдето по етапен ред са откарани в Елена. След като прекарват няколко нощи в бившия турски конак, са изпратени в Търново, където молбата им е удовлетворена. Петко Кавалджиев е изпратен в опълченска дружина, а Радко Димитриев в школата за военни преводачи. Назначен е за преводач при щаба на лейбгвардейския Улански полк от 2-ра гвардейска кавалерийска дивизия. Към 20 ноември 1877 г. е в състава на полка в района на село Правец. На 22 януари 1878 г. дивизията, в която служи, влиза в Одрин.

### Начало на военната кариера
През май 1878 г. командирът на лейбгвардейския Улански полк, полковник Демидов, получава заповед да изпрати в Пловдив намиращите се в полка младежи българи, които имат най-малко четвъртокласно образование, за да следват в командата на волноопределяющите се. Единственият българин в полка е Радко Димитриев и през август е зачислен в командата.
Съгласно Берлинския договор Русия има 9-месечен срок да изтегли армията си от България, считано от 1/13 юли 1878 г. Това налага ускорената подготовка на българските командни кадри, поради което княз Дондуков-Корсаков решава да бъде създадено Военно училище в София. В първия випуск на военното училище след изпит са приети 162 младежи, от които 51 са от „Командата на волноопределяющите се“, между които и Радко Димитриев
Първоначалният план предвижда юнкерите от първия випуск да бъдат произведени в офицерско звание на 30 август 1879 г., но вътрешни и международни събития налагат по-ранна дата. Така на 10 май 1879 година Радко Димитриев е произведен в първо офицерско звание прапорщик. След един месец е заменено с подпоручик. След завършването на училището прапорщик Радко Димитриев и другите млади офицери от Южна България се отправят към Пловдив. Назначен е за взводен командир в школата за подготовка на подофицери за Източнорумелийската милиция, създадена към 4-та Пещерска дружина. По-късно е назначен и за началник на школата. Взема активно участие в занятията на гимнастическите дружества, създадени от генерал-лейтенант Скобелев като средство за военната подготовка на населението.
През пролетта на 1880 г. по заповед на руския военен министър генерала от пехотата Дмитрий Милютин е обявен конкурсен изпит между офицерите от Източнорумелийската милиция за следване в руските военни академии. Подпоручик Радко Димитриев се справя добре и със заповед на генерал-губернатора на Източна Румелия на 29 октомври 1880 г. е изпратен за подготвителен курс в Константиновското военно училище в Санкт Петербург. На 9 юли 1881 г. е повишен във военно звание поручик, а през октомври е приет в младшия клас на Николаевската академия на Генералния щаб. Завършва през април 1884 г. с отличен успех. В атестация от началника на академията пише, че „поради основното познаване на материала по тактика, военна история, топография и администрация на поручик Димитриев може да се повери преподаване на тези дисциплини във военноучебни заведения“. Подобна, собственоръчно вписана в дипломата атестация получават само още няколко офицери.
През юни 1884 г. поручик Радко Димитриев се завръща в България и е назначен в 1-ва Пловдивска дружина, а на 18 октомври е повишен във военно звание капитан. Няколко месеца по-късно е назначен в щаба на милицията като началник на отделение „Личен състав“ и адютант на командващия милицията и жандармерията генерал Август фон Дригалски.

### Съединението и предвоенна дейност
На 6 септември 1885 г. е обявено Съединението на Източна Румелия с Княжество България. Съставено е ново правителство, което се събира на заседание, на което освен министрите, участват и старшите офицери от гарнизона, както и някои от по-младите офицери, между които и капитан Радко Димитриев. Според спомените на генерала от пехотата Никола Иванов именно Радко Димитриев предлага, вместо „спокойния по темперамент“ майор Димитър Филов, който е предложен по старшинство, за главнокомандващ на Източнорумелийските войски да се избере майор Данаил Николаев. На същия ден капитан Радко Димитриев е назначен за началник на щаба на южнобългарската армия (Източния корпус).
На 8 септември капитан Димитриев заминава с „Щаба на народната войска в Южна България“ за град Търново-Сеймен, откъдето съгласно плана за евентуална война с Османската империя ще се ръководят военните действия на войските, съсредоточени на българо-турската граница. Участва в разузнаването на отбранителните райони на отрядите, след което се връща в Пловдив, за да съдейства за провеждането на мобилизацията и за изпращането на войските на фронта, след което отново заминава за град Търново-Сеймен. На 16 септември издава заповед с указания за провеждане на укрепването на границата с помощта на цивилното население, вследствие на което са създадени отбранителни съоръжения по цялата българо-турска граница, в това число и по Черноморското крайбрежие.
В началото на октомври предлага план за организиране на тил на Източния корпус, който на 4 октомври е утвърден от командира на корпуса подполковник Данаил Николаев. Съгласно плана се разкриват „разходни магазини“, складове с неприкосновен запас, командирите на отрядите организират интендантски транспорти и се организира медицинската служба в корпуса, отрядите и войсковите части. След това обръща внимание на ускоряването на военната подготовка на корпуса (5 октомври) и на охраната на железопътния транспорт срещу евентуални действия от страна на турското население (9 октомври).
Интересен момент от кариерата на капитан Радко Димитриев представлява заповедта издадена на 10 октомври и подписана от него и майор Данаил Николаев. Заповедта касае обръщението „ваше благородие“ към младшите офицери и „ваше високо благородие“ към старшите, което се заменя с „господин“ и званието на офицера. По-късно примерът от Източа Румелия е последван и от войската на Княжество България.

### Участие в Сръбско-българска война (1885)
На 2 ноември 1885 г. започва Сръбско-българска война. Източният български корпус е разположен срещу турците на югоизточните граници. Още същия ден капитан Радко Димитриев започва подготовката за прехвърляне на 16 дружини от корпуса на западната граница. На 3 ноември се получава заповед „Не шестнадесет, а тридесет дружини да се отделят от Източния корпус и да се насочат към София“. По това време от тези войски се формира т.нар. „Задбалкански корпус“, за чийто командир е назначен майор Данаил Николаев, а за началник на щаба капитан Радко Димитриев. Към 5 ноември по-голяма част от войските от Източния корпус усилено напредват към София. На 8 ноември капитан Радко Димитриев пристига в щаба на Западния корпус в Сливница, където на 9 ноември е назначен за помощник на началника на щаб на Западния корпус, който действа срещу главните сръбски сили. 
На 10 ноември е назначен за командир на авангарда на лявата колона, която в боя при Цариброд изгонва сърбите от Лукавишкия проход и превзема връх Бабина глава. На 13 ноември назначен за началник на щаба колоната на майор Петко Стоянов и го подпомага през целия ден при настъплението към Пирот. В хода на сражението за Пирот колоната е спряна от сърбите при Държина, но по-късно помага за овладяване на височините южно от града. На 15 ноември капитан Радко Димитриев придружава командира на корпуса на бойното поле и го подпомага при управлението на войските до цялостното прочистване на града.
В края на войната капитан Радко Димитриев е награден с Военен орден „За храброст“, а след демобилизацията е назначен за началник на строево-инспекторското отделение в Министерството на войната.

### Съзаклятия, бунтове и емиграция (1886 – 1898)
В началото на август 1886 г. е от инициаторите и „главен организатор“ (по израза на Симеон Радев) на държавния преврат, довел до свалянето на княз Александър Батенберг. Като мотиви за тези действия се сочат личното неудовлетворение от княза и стремежът към славянска федерация начело с руския император. В подготовката за преврата агитира първо колегите си офицери от министерството, а по-късно и командването на Втори пехотен струмски полк. През нощта на 8 срещу 9 август заедно с майор Петър Груев командва дружина от полка и юнкери от Военното училище, които овладяват княжеския дворец в София и принуждават княз Александър Батенберг да подпише документ за абдикация.
След безуспешни опити да привлече министър-председателя Петко Каравелов, на 9 август обявява състава на ново, русофилско правителство начело с митрополит Климент. Три дни по-късно, под въздействието на контрапревратите в Пловдив и Търново, бяга предрешен от София. Първоначално намира убежище в руското консулство в Пловдив. По-късно е прехвърлен с негово съдействие в Цариград и Москва. През есента на 1886 г. заедно с други емигрирали офицери основава революционен комитет в Букурещ със задачата да свали от власт регентството начело със Стефан Стамболов. Кулминация на тази дейност е офицерският бунт в Силистра през февруари 1887 г., в който взема лично участие. След неуспеха емигрира в Русия, където служи в руската армия като ротен и дружинен командир във военното училище в Тбилиси. На 18 май 1893 г. е произведен във военно звание подполковник от Руската армия.

### Завръщане в България и издигане в армейското командване (1898 – 1912)
Завръща се в България през 1898 г. след уреждане на емигрантския офицерски въпрос. През следващата година е назначен за помощник на началника на щаба на 5-а пехотна дунавска дивизия, а на 18 май 1900 г. е повишен във военно звание полковник. От 1900 г. до януари 1904 г. е началник на оперативното отделение на Генералния щаб, след което до март 1907 г. е началник на Генералния щаб. Под негово ръководство щабът изготвя един от ранните планове за война срещу Османската империя. На 18 май 1905 г. е повишен във военно звание генерал-майор. От 1909 г. е началник на 3-та военноинспекциионна област в Русе.
На 2 август 1912 г., по случай 25-годишнината от идването си в България, цар Фердинанд е произведен с всичко шест генерал-майори във военно звание генерал-лейтенант. Това е първият случай в историята на Третото българско царство, когато званието генерал-лейтенат е присвоявано на действащи офицери.

### Участие в Балканските войни (1912 – 1913)
По време на Балканската война генерал-лейтенант Радко Димитриев е командир на Трета българска армия, която завзема Лозенград. В Люлебургазко-Бунархисарската и Чаталджанската операция е командир на съединените 1-ва и 3-та армии. Решението му да прекрати атаките на Чаталджанската позиция на 5 ноември 1912 г., продиктувано от неочаквано силния отпор на турците и тежките загуби на атакуващите части, се оценява като прибързано предвид неизползваните значителни резерви. Като грешка, довела до неуспеха на операцията, се отчита и слабата координация между подчинените му части.
В началото на Междусъюзническата война на 16 юни 1913 г. е командир на 3-та армия, предназначена за защита на София от сръбско нападение и действия по направление на Пирот. Преди още войските му да се включат в бойните действия, на 20 юни е назначен за помощник на главнокомандващия (фактически главнокомандващ) на Действащата армия на мястото на уволнения от цар Фердинанд генерал-лейтенант Михаил Савов. След като заема новата длъжност трябва да се справя със сериозната криза, породена от пораженията в боевете при Кукуш и Дойран. С прибързана заповед за отстъпление от Беласица на 24 юни поставя под заплаха тила на войските, сражаващи се срещу сърбите на река Брегалница. За да се противопостави на гръцкото настъпление, на 25 юни спира операцията на 1-ва армия срещу Пирот и нарежда прехвърлянето ѝ в Македония. Това решение се тълкува като пропуск за решителен успех срещу сърбите.

### На руска служба в Първата световна война (1914 – 1918)
След Междусъюзническата война е назначен за български пълномощен министър в Санкт Петербург. В края на юли 1914 г. под въздействието на руския външен министър Сергей Сазонов, лобира пред правителството на Радославов да включи България в назряващата война срещу Австро-Унгария на страната на Сърбия и Русия. В началото на Първата световна война се връща на служба в руската армия с военно звание генерал-лейтенант и като командир на 8-и армейски корпус в състава на 8-а армия, действаща в Галиция. След успешни боеве срещу австро-унгарците през септември 1914 г. е повишен във военно звание генерал от пехотата с назначение за командир на 3-та армия. Участва безуспешно в обсадата на Пшемишъл, а до края на годината воюва на река Сан в направление към Краков. В резултат на Горлицкия пробив през май 1915 г. войските му са разгромени и отстъпват от северните Карпати. Броени дни след поражението е снет от командването на 3-та армия, но през март 1916 г. му е поверена 12-а армия в Прибалтика. С нея през лятото на 1916 г. и последвалата зима провежда кръвопролитни, но безрезултатни офанзиви срещу германците на запад от Рига. През юли 1917 г. е снет от командване и зачислен в резерва. По-късно заминава на лечение в Южна Русия.

### Гибел
На 11 септември 1918 г. Радко Димитриев и синът му са арестувани в Есентуки от комунистите, които събират заложници, за да закрепят властта си в Северен Кавказ. На 4 октомври са прехвърлени от Кисловодск в Пятигорск. По онова време командващият севернокавказките части на Червената армия Иван Сорокин влиза в конфликт, донякъде подтикван от антисемитските си възгледи, с гражданското правителство на Севернокавказката съветска република и на 13 октомври избива няколко негови членове, включително председателя Абрам Рубин. В отговор на тези убийства на 18 октомври 1918 г. над сто от заложниците, сред които и генерала от пехотата Радко Димитриев, са избити по заповед на председателя на местния клон на ЧК Георгий Атарбеков. Тленните му останки са върнати в родното му село Градец от Пятигорск по решение на Политбюро на ЦК на БКП през 1962 г.

## Памет
Днес името на Радко Димитриев носи шуменското село Радко Димитриево. На него е наречена и улица в квартал „Младост 3“ в София (Карта).

## Семейство
Генерал от инфантерията Радко Димитриев е женен и има 2 деца.

## Военно-теоретични трудове
- Димитриев Р. Боевете и операциите около Шипка във войната 1877 – 78 години. Военно-исторически етюд. София, 1902
- Димитриев Р. Трета армия в Балканската война 1912 г. София, 1922.

## Военни звания
- Юнкер (7 декември 1878)[43]
- Прапорщик от българската армия (10 май 1879)
- Подпоручик от българската армия (1 ноември 1879, преименуван)
- Поручик от българската армия (9 юли 1881)
- Капитан от българската армия (18 октомври 1884)
- Капитан от руската армия
- Майор от руската армия
- Подполковник от руската армия (18 май 1893)
- Подполковник от българската армия (23 октомври 1898)
- Полковник от българската армия (18 май 1900)
- Генерал-майор от българската армия (18 май 1905)
- Генерал-лейтенант от българската армия (2 август 1912)
- Генерал-лейтенант от руската армия (26 юли 1914)
- Генерал от инфантерията от руската армия (3 септември 1914)[44]

## Награди
- Орден „За храброст“ II и IV степен, 2-ри клас
- Орден „Свити Александър“ I степен с мечове, III степен без мечове
- Орден „За военна заслуга“ II степен
- Орден „Свети Георги“ IV степен, Руска империя
- Орден „Свети Георги“ III степен, Руска империя (22 септември 1914)
- Орден „Стара планина“ I степен с мечове, посмъртно (20 декември 2012)[45]